# RF Online
RF Online, tên ban đầu là Rising Force, (tiếng Hàn Quốc: 라이징 포스) là tựa game nhập vai trực tuyến nhiều người chơi (MMORPG) do hãng CCR phát triển.  Phiên bản đầu tiên của trò chơi này được phát hành tại Hàn Quốc và sau đó là các bản dịch tiếng Trung (Quan Thoại), tiếng Nhật, tiếng Indonesia, tiếng Bồ Đào Nha và tiếng Anh. Phiên bản Bắc Mỹ/châu Âu của trò chơi này ra mắt giai đoạn bán lẻ vào ngày 21 tháng 2 năm 2006. Là sự pha trộn giữa khoa học viễn tưởng và kỳ ảo cổ điển, RF Online lấy bối cảnh ở một hành tinh xa xôi thuộc hệ sao Novus tồn tại phép thuật cùng với công nghệ cao. Giống như hầu hết MMORPG, game đi theo bối cảnh kỳ ảo điển hình hoàn chỉnh với đao kiếm và ma thuật nhưng nó cũng nhấn mạnh đến khái niệm ba con đường Race vs. Race vs. Race (RvRvR) và công nghệ hiện đại mang dáng vẻ tương lai như máy móc tối tân và vũ khí hạt nhân.
Dịch vụ game theo phân vùng NA/EU bị ngừng hoạt động kể từ ngày 9 tháng 11 năm 2008, do giấy phép hết hạn. Tuy vậy, nhà phát triển CCR đã bắt đầu khởi động lại game tự lưu trữ theo phân vùng NA/EU. Tháng 8 năm 2012, RF Online đã được xác nhận là sẽ khởi động lại các quốc gia thông qua nhà phát hành GamesCampus. RF Online thuộc dạng chơi miễn phí. RF Online phiên bản 1.5 ra mắt thông qua nhà phát hành GamesCampus Europe vào tháng 4 năm 2013. RF Online phiên bản 1.5 ra mắt thông qua nhà phát hành GamesCampus Europe vào tháng 1 năm 2015.
Ngày 18 tháng 4 năm 2016, CCR tiết lộ hãng đã đăng ký nhãn hiệu cho RF 2 và liệt kê đây là "phần mềm có thể tải xuống" dành cho nhiều nền tảng khác nhau, bao gồm cả thực tế ảo. Tháng 11 năm 2017, một công ty con của Asiasoft gọi là Playpark đã thông báo rằng họ sẽ phát hành lại tựa game này tại Philippines. Playpark RF Online hiện thuộc sở hữu của hãng RebellionGamingInc. Tháng 9 năm 2020, Netmarble mua lại bản quyền cho RF Online và thông báo rằng việc phát triển phiên bản game trên thiết bị di động sẽ được bắt đầu trong thời gian ngắn

## Lối chơi
Giống như nhiều MMORPG khác, mới vào game người chơi được quyền chọn một chủng tộc và chiến đấu với quái vật để nhận điểm kinh nghiệm. RF Online có rất nhiều quái vật khác nhau trên nhiều khu vực. Lúc khởi đầu, một nhân vật sẽ được dẫn dắt qua phần hướng dẫn trong game về các lệnh cơ bản của trò chơi. Từ đó, nhân vật sẽ tiếp xúc với hàng loạt các nhiệm vụ giúp người chơi làm quen với tổng hành dinh của nhân vật mình. Khi nhân vật thăng cấp, các nhiệm vụ của người chơi có thể mở đường đến các bản đồ hung hãn hơn và được tiếp xúc với các tính năng giết người chơi trong game. Một nhiệm vụ được đưa ra trong Sa mạc Sette ở những màn chơi cấp độ thấp khiến người chơi nhận thức được sự hiện diện thường xuyên và nguy hiểm từ những chủng tộc đối địch trong game.

## Phe phái chính trị
Game có 3 chủng tộc nhân vật mà người chơi được phép lựa chọn: Liên bang Bellato (Bellato Union), Liên minh Thần thánh Cora (Holy Alliance Cora) và Đế chế Accretian (Accretian Empire). mỗi phe đều có một đặc tính riêng biệt. Mỗi chủng tộc đều có các lớp nhân vật phụ đặc biệt của riêng họ dựa trên chiến binh, xạ thủ, chuyên gia và các lớp nhân vật đặc biệt của mỗi chủng tộc. Đế chế Accretian phụ thuộc rất nhiều vào công nghệ, vì vậy họ thiếu khả năng tiếp cận với ma thuật. Liên minh Thần thánh Cora sử dụng cả ma thuật và công nghệ, nhưng dựa nhiều hơn vào ma thuật tấn công. Liên bang Bellato sử dụng cả phép thuật và công nghệ nhưng phụ thuộc nhiều hơn vào công nghệ tấn công và sử dụng phép thuật nhiều hơn trong quá trình trợ giúp. Nâng cấp lớp nhân vật có sẵn ở cấp độ 30 và 40. Cũng có thể lai ghép một nhân vật thuộc các chủng tộc trên để có thêm nhiều lựa chọn hơn nữa.

## Kinh tế
Nền kinh tế của trò chơi có thể được chia thành hai phần - sản xuất và tiêu dùng. Khai mỏ là một lĩnh vực mới chứa đựng các nguồn tài nguyên được sản xuất như một phần và hỗ trợ cho hoạt động kinh tế. Khai thác khoáng sản và chế biến các sản phẩm này tạo ra nhiều loại mặt hàng đóng vai trò nền tảng cho xung đột giữa các phe phái trong khu mỏ này.

### Chiến tranh Chip
Cuộc chiến giành tài nguyên trong game được thực tế hóa trong một cuộc chiến toàn lực giữa ba chủng tộc được gọi là Chiến tranh Chíp (Chip War). Chiến tranh Chip xảy ra ba lần trong một ngày khi chủng tộc chiến thắng giành được quyền điều khiển người bảo vệ mỏ trong game gọi là Holystone Keeper đáng sợ. Cuộc chiến dưới sự lãnh đạo từ các thủ lĩnh của mỗi chủng tộc mà game đặt tên là Archon, với mục tiêu phá vỡ ít nhất một con chip điều khiển thuộc sở hữu của chủng tộc đối địch.

## PVP
Không giống như hầu hết các MMORPG, RF Online xoay quanh PvP (Người chơi vs Người chơi). Chỉ có tổng hành dinh chủng tộc và các vị trí cổng dịch chuyển được chọn mới được coi là khu vực an toàn tránh bị chủng tộc đối phương tấn công. Việc giết người chơi xuất hiện vì cuộc chiến giành tài nguyên giữa ba chủng tộc. Theo mặc định, các thành viên của chủng tộc đối lập có thể tham gia chiến đấu bất cứ lúc nào trên các bản đồ mang tính gây hấn. Những người chơi cùng chủng tộc không được tham gia chiến đấu, trừ khi có một vật phẩm gọi là Chaos Potion, hoặc qua một cuộc tranh tài đặc biệt giữa các chủng tộc trong game mang tên Tranh giành Khu vực Vòng tròn Bang hội (Guild Circle Zone Scramble) còn gọi là Chiến tranh Bang hội (Guild Wars).